# Tháng 6 năm 2021
Tháng 6 năm 2021 là tháng có 30 ngày của năm chung hiện nay. Tháng bắt đầu vào Thứ Ba (1/6), sẽ kết thúc vào Thứ Tư (31/6). Đó là tháng hiện tại.
07:08, Thứ tư, ngày 19 tháng 3 năm 2025 (UTC)

## Chủ đề:Thời sự
- Thổ Nhĩ Kỳ thông báo sẽ trả chuyên gia Nga về nước, nhằm xoa dịu lo ngại của Washington xoay quanh thương vụ Ankara mua tên lửa S-400. (vnexpress)
- Thủ tướng Australia, New Zealand ra thông cáo chung khẳng định đoàn kết, bác bỏ nguy cơ chia rẽ vì chính sách với Trung Quốc.  (vnexpress)
- Một phóng sự điều tra của truyền hình Đan Mạch khẳng định cơ quan tình báo Mỹ NSA đã chuyển hướng hệ thống giám sát điện tử của vương quốc Bắc Âu này nhằm theo dõi một số lãnh đạo đồng minh thân cận.  (RFI)
- Đại dịch COVID-19
  - Peru sửa số người chết vì Covid-19 lên hơn 180.000, cao gần gấp ba so với dữ liệu cũ, trở thành nước có tỷ lệ tử vong tồi tệ nhất.  (vnexpress)

- Các nước thành viên Hiệp định đối tác toàn diện và tiến bộ xuyên Thái Bình Dương (CPTPP, hiện gồm 11 nước, trong đó có Việt Nam) đã nhất trí để Anh bắt đầu quá trình gia nhập CPTPP. Anh đã nộp đơn xin gia nhập hồi tháng 2. (tuoitre)
- Việt Nam đã vượt qua Trung Quốc trở thành nhà xuất khẩu đồ nội thất lớn nhất sang thị trường Mỹ trong bối cảnh thuế xuất tăng cao khiến các nhà sản xuất rời khỏi quốc gia có nền kinh tế lớn thứ hai thế giới. (VOA)

- Thị trưởng thủ đô Budapest của Hungary loan báo sẽ đổi tên một số con đường ở thủ đô gần khuôn viên dự kiến của một trường đại học Trung Quốc để nhắc nhớ các vi phạm nhân quyền mà Bắc Kinh bị tố cáo.  (VOA)

- Đại dịch COVID-19 tại Việt Nam
  - Việt Nam hủy bỏ lệnh cấm các chuyến bay quốc tế đáp xuống Sân bay quốc tế Nội Bài, Hà Nội, ban đầu dự kiến kết thúc vào ngày 07 tháng 6, và Sân bay quốc tế Tân Sơn Nhất, thành phố Hồ Chí Minh, ban đầu có giá trị cho tới ngày 14 tháng 6. (The Straits Times)

- Chuyến bay 4978 của Ryanair
  - Các đại sứ Liên minh châu Âu hôm nay thông qua kế hoạch cấm các hãng hàng không Belarus bay qua hoặch hạ cánh xuống lãnh thổ EU.(vnexpress)
- Đại dịch COVID-19 tại Việt Nam
  - Bộ Y Tế Việt Nam đã chính thức phê duyệt vắc-xin ngừa Covid do hãng Sinopharm của Trung Quốc sản xuất. (RFI)

- Các bộ trưởng Tài Chính của nhóm G7 thông báo một thỏa thuận đánh thuế lên các công ty đa quốc gia, bắt các công ty trả thuế ở những nước họ hoạt động kinh doanh. (BBC)
- Đảo chính Myanmar 2021
  - 'Chính phủ thống nhất quốc gia' (NUG) Myanmar kêu gọi nhóm người thiểu số Hồi giáo Rohingya tham gia lật đổ quân đội, cam kết giúp trở thành công dân và hồi hương những người lưu vong khi giành lại được quyền lãnh đạo. (tuoitre)
- Những vụ án ấu dâm của giáo sĩ Công giáo Rôma
  - Hồng y Reinhard Marx, tổng giám mục địa phận München và Freising, đề nghị Đức Thánh Cha Phanxicô cho ông từ chức. Ông ấy muốn nhận “trách nhiệm chung” về “sự thất bại mang tính hệ thống” của nhà thờ về chủ đề "lạm dụng". (FAZ)
- Facebook cấm Trump cho đến ít nhất năm 2023, nói rằng ông xứng đáng bị trừng phạt tối đa vì vi phạm các quy tắc của nền tảng. (vnexpress)
- Đại dịch COVID-19 tại Việt Nam
  - Theo Thứ trưởng Y tế Trương Quốc Cường, tổng số liều vaccine phòng Covid-19 Việt Nam đã đàm phán được là 170 triệu. (vnexpress)
  - 16.000 lao động, chuyên gia bị ảnh hưởng khi chính quyền Đồng Nai quy định người TP HCM tới địa phương này từ 0h ngày 5/6 phải cách ly 21 ngày.(vnexpress)

- Khoảng 10.000 người tổ chức biểu tình ở Budapest, phản đối chính phủ Hungary cho phép trường đại học Phúc Đán Trung Quốc xây cơ sở tại đây.(vnexpress)
- Tổng thống Đài Loan, Thái Anh Văn cho biết, người dân Đài Loan không bao giờ quên việc Trung Quốc đàn áp đẫm máu những người biểu tình đòi dân chủ bên trong và xung quanh Quảng trường Thiên An Môn cách đây 32 năm và sẽ luôn luôn theo đuổi niềm tin dân chủ. (VOA)
- Hãng hàng không Mỹ United Airlines loan báo mua 15 chiếc phi cơ siêu thanh của Công ty Boom Supersonic để chở hành khách, dự kiến từ 2026 các chuyến bay siêu thanh sẽ nối Paris với New York trong 3h30, và sáu tiếng đối với tuyến Tokyo-San Francisco. (RFI)
- Tại diễn đàn kinh tế Saint-Pétersbourg, tổng thống Vladimir Putin mời người ngoại quốc đến Nga tiêm phòng nhưng phải trả tiền. (RFI)
- Đảo chính Myanmar 2021
  - Truyền thông địa phương và người dân cho hay ít nhất 20 dân làng ở miền trung Myanmar thiệt mạng trong khi chống trả lực lượng an ninh. (vnexpress)
- Đại dịch COVID-19 tại Việt Nam
  - Nhiều địa phương áp dụng biện pháp mạnh để ngăn chặn người từ vùng dịch đến khiến người đứng đầu chính phủ Việt Nam phải lên tiếng nhấn mạnh không 'ngăn sông cấm chợ'. (BBC)

- Tỷ lệ trẻ em Việt Nam thừa cân, béo phì tăng gấp 2,2 lần, từ 8,5% năm 2010 lên thành 19,0% năm 2020, theo kết quả Tổng điều tra Dinh dưỡng toàn quốc 2019 - 2020. (vnexpress)
- Chiến dịch Trojan Shield
  - Cảnh sát nhiều nước phối hợp với FBI bắt hơn 800 thành viên băng đảng ma túy ở 18 nước sau chiến dịch "giăng lưới" công nghệ cao.  (vnexpress)
- Bộ Tư pháp Mỹ loan báo đã lấy lại được khoảng 2,3 triệu đô la tiền mã hóa (bitcoin) do công ty Colonial Pipeline chi trả tiền chuộc cho tin tặc.  (VOA)
- Đại dịch COVID-19
  - Ngoại trưởng Mỹ Blinken cho biết nước này sẽ hoàn tất việc chia sẻ 80 triệu liều vaccine Covid-19 dư thừa cho thế giới vào cuối tháng sau. (vnexpress)

- Thảm sát Srebrenica
  - Một tòa án quốc tế giữ nguyên án chung thân của cựu tướng Ratko Mladic, chỉ huy quân đội người Serb ở Bosnia, bị kết án vào năm 2017 về tội diệt chủng, tội ác chống lại loài người và tội ác chiến tranh. (NYT)
- Thượng viện Hoa Kỳ chấp thuận một gói luật trị giá 250 tỷ USD được thiết kế để cho Hoa Kỳ cạnh tranh mạnh hơn với nền  công nghệ của Trung Quốc. (FAZ)

- Hiệp hội Thế vận Ấn Độ (IOA) đã loại công ty sản xuất quần áo thể thao Trung Quốc Li Ning ra khỏi danh sách đối tác chính thức, nói rằng các vận động viên Ấn Độ sẽ mang trang phục không nhãn hiệu tại Thế vận hội Tokyo.  (VOA)
- Trước chuyến công du dài 8 ngày, chính Tổng thống Biden tiết lộ mục tiêu của ông là "củng cố liên minh, cho Nga và Trung Quốc thấy rõ (quan hệ giữa) Mỹ và châu Âu bền chặt". (tuoitre)
- Đại dịch COVID-19
  - Chính quyền TT Biden dự trù tặng 500 triệu liều vaccine virus corona Pfizer cho khoảng 100 nước trong hai năm tới. (VOA)

- Trung Quốc thông qua luật chống trừng phạt của nước ngoài. Đây là phản ứng của Trung Quốc trước các áp lực từ Mỹ và châu Âu trong vấn đề thương mại, công nghệ, Hong Kong và Tân Cương. (tuoitre)
- Gần 90% người Nhật Bản và hơn 70% người Hàn Quốc coi việc mở rộng ảnh hưởng quân sự của Trung Quốc trong khu vực là một mối đe dọa. (baogiaothong)
- Tư vấn đánh giá An toàn hệ thống (ACT - Pháp) đã ban hành chứng nhận an toàn cho Dự án Đường sắt đô thị Cát Linh - Hà Đông sau khi đưa ra 16 khuyến nghị nguy cơ ảnh hưởng tới an toàn vận hành. (vietnamnet)
- Đại dịch COVID-19
  - 8 trong số 11 quốc gia thành viên của Liên đoàn thể thao Đông Nam Á đã phản đối đề xuất hoãn thi đấu SEA Games của Việt Nam vì lo ngại COVID-19. (BBC)
  - Các nước G7 hứa sẽ cung cấp 1 tỷ liều vắc xin COVID-19 cho các nước nghèo. (SZ)